# 수미산문
수미산문(須彌山門) 또는 수미산파(須彌山派)는 신라 말기와 고려 초기에 성립된 선종 구산의 하나이다.
황해도 해주군 수미산 광조사(廣照寺)가 수미산문의 본산이었다. 9산 중에서 최후에 개산되었으며 고려 태조 15년(932)에 개산하였다.
개산조 이엄(利嚴)은 고려 태조의 왕사로서 해동 사무외대사란 칭호를 받은 바 있다. 신라 경문왕 10년(870)에 탄생하여 12세에 가야갑사(伽耶岬寺) 덕량(德良)대덕으로부터 득도하여 진성여왕 9년(895)에 입당, 동산양개(洞山良介)의 제자 운거도응(雲居道膺)에 구법하였다. 효공왕 14년(910)에 귀국하여 영각산(靈覺山)에 주석하였다. 그 뒤 고려 태조가 해주의 수미산에 광조사를 세워 주지로 모셨다.
이엄은 수미산에서 동산(洞山)의 종풍을 내세워 그 문도가 한없이 배출되었으니 현조(玄照) 등이 사법전승하였다.

## 참고 문헌
- 이 문서에는 다음커뮤니케이션(현 카카오)에서 GFDL 또는 CC-SA 라이선스로 배포한 글로벌 세계대백과사전의 내용을 기초로 작성된 글이 포함되어 있습니다.